# Веди (глаголица)
Ⰲ, ⰲ (веди, ст.‑слав. ⰲⱑⰴⱑ / вѣдѣ, хорв. ⰲⱑⰴⰻ / vjedi) — третья буква глаголического алфавита, использовавшегося для записи старославянского и хорватского языков.

## Использование
Обозначала звук [v], соответствовала кириллической букве В (веди). В глаголической системе счисления обозначала число 3.

## Происхождение
Амфилохий, Ягич и Беляев связывают глаголическую веди с кириллической в и греческой β; Тейлор видит в ней греческую υ, в этом с ним согласен Щепкин. Шафарик и Рачки указывают на сходство с греческой Β и латинской V, происходящей от греческой Υ, которая в греческом алфавите заменяет финикийскую вав (‏𐤅‏‎). Кульбакин придерживается версии о греческом происхождении буквы, а Грунский — о происхождении от латинской V.
Гранстрем находит в глаголической веди начертания из греческого криптографического алфавита и магических папирусов.

## Начертание
Исходная форма буквы из Киевских листков становится несколько грубее в Пражских отрывках. В Зографском Евангелии её нижняя часть заострена, а в Мариинском — напротив, тупа. В Ассеманиевом Евангелии буква состоит из двух кружков, соединённых сильно или слабо изогнутой дужкой внизу. В Охридском Евангелии «глаза» буквы более угловатые и прижаты к горизонтальному основанию. В отрывках Гршковича и Михановича форма буквы более сглаженная.
В хорватских памятниках «глаза» принимают прямоугольную форму: в Венских листках они ещё малы по высоте, но уже в отрывке святой Теклы они становятся выше других букв; дужка при этом сохраняет свою изогнутую форму. Те же самые формы наблюдаются в первом и втором Врбницких бревиариях, но уже в миссале Новака даже дужка заменяется прямой чертой. В курсивном письме буква имеет небольшую высоту и прижимается к базовой линии.

## Связь с другими буквами
В. Н. Щепкин полагал, что и глаголическая веди, и глаголическая ю происходят от греческой буквы ипсилон.

## В культуре

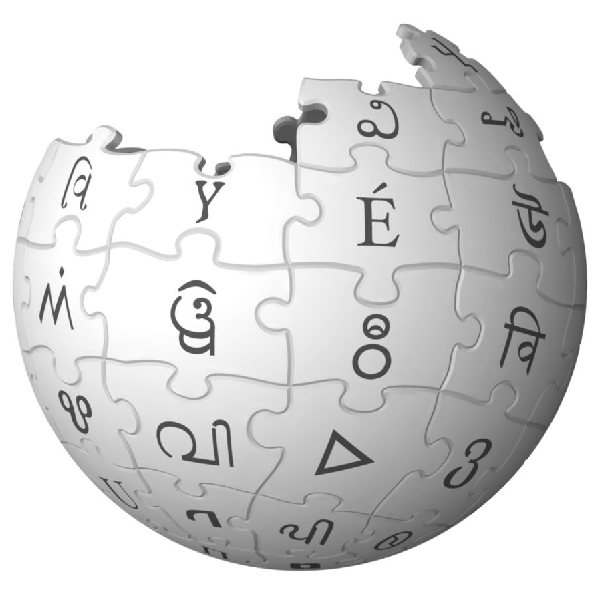
Трёхмерный логотип Википедии с другого ракурса, глаголическая веди в левой нижней части

В 2010 году был создан трёхмерный вариант логотипа Википедии, при этом на его заднюю, скрытую часть также были добавлены символы письменностей; один из них — глаголическая буква веди (Ⰲ).

## Кодировка
Заглавная и строчная формы глаголической буквы веди были добавлены в Юникод в версии 4.1 в блок «Глаголица» (англ. Glagolitic) под шестнадцатеричными кодами U+2C02 и U+2C32 соответственно.
Надстрочная формы буквы была закодирована в блоке Юникода «Дополнение к глаголице» (англ. Glagolitic Supplement) в версии 9.0, вышедшей 21 июня 2016 года, под кодом U+1E002.